# Liste von Bergen und Erhebungen in Eswatini
Dies ist eine Liste von Bergen und Erhebungen in Eswatini:
| Höhe   | Name    | Region | Koordinate            | Bemerkung                              |
| ------ | ------- | ------ | --------------------- | -------------------------------------- |
| 1862 m | Emlembe |        | 25° 55′ S, 031° 08′ O | höchste Erhebung; anderer Name: Mlembe |
| 1800 m | Ngwenya |        | 26° 10′ S, 031° 03′ O |                                        |